# Soleil Noir (association)
Pour les articles homonymes, voir Soleil noir.
Soleil Noir est une association loi de 1901 créée en 1987. Son siège est à Montpellier et Michel Gueorguieff en était le président.
Avec la ville de Frontignan, Soleil Noir est depuis 1998 coorganisatrice du Festival international du roman noir, manifestation culturelle annuelle consacrée à la littérature policière.
L'association s'est donné comme but la promotion et la mise en valeur de la littérature policière contemporaine et plus particulièrement du roman noir.
En coopération avec les auteurs, Soleil Noir organise également des cafés littéraires et est présente aux grandes manifestations littéraires comme la Comédie du Livre à Montpellier.